# パイル (紋章学)

パイル
Argent, a pile Gules.

パイル（英: 仏: Pile）は、紋章学においてエスカッシャンのチーフ（頂部）からベース（底部）にかけて伸びる逆三角形のチャージである。オーディナリーに分類される。

## 解説
パイルの形状は、建築物の基礎に打ち込む楔状の杭に由来するものである。多くの文献で、基本的に三角形の底辺の幅はフィールドの約3分の1とされているが、他のチャージが重ねられている場合は3分の2、場合によって3分の1を超える場合もある、などとなっており、必ずしも厳格ではない。すべての見解に共通して言えることは、三角形の底辺にある2つの頂点はフィールドの隅には達しないという点である。また、ベースに伸びた三角形の頂点は必ずしもフィールドの底辺にまで達していなくてもよい。

### 方向の異なるパイル

パイル・リバースト
Argent, a pile reversed (transposed) Gules.

通常のパイルは、フィールドのチーフ側から伸びるものを指すが、ベース側から伸びるパイル、つまり上下反対のものは pile reversed  や pile transposed  という記述をもって用いることができる。また、デキスター側やシニスター側を底辺として反対側に伸びるパイルもあり、パイル・フロム・デキスター (pile from dexter 又は pile issuing from the dexter) などと記述される。その他にも四隅からパイルが伸びるようにしたり、パイルを斜めに傾けて頂点がフィールドの四隅に向かうようにしたりもできる。
フランス語では、la pile はベースに伸びる三角形を指すが、チーフに伸びる英語の pile reversed に相当するものは la pointe と記述され、異なる名称を用いている。また、両者の三角形の高さはフィールドの3分の2程度と考えられていることがあった。

### パイルに関する用語
パイル・ウェイヴィー (Pile wavy)パイルの輪郭線を波状にしたもので、水（あるいは何らかの液体）の流れを表現するために用いられる。イギリスの牛乳取引所 (Milk Marketing Board) の1945年に登録された紋章には、牛乳の流れを表現する3本のパイル・ウェイヴィー・アージェントが描かれている。パイルは杭という物体を基にしたチャージであるが、形のないものを表現するためにも使うことがある。
フラム (Flamme)パイル・リバーストの輪郭線を波状にしたもので、その名のとおり炎を表現しているものである。パイル・ウェイヴィーと同様に、本来決まった形のないものを表現したもののひとつである。
エマーンシュ (Emanche) デキスターから伸びるパイルがいくつか連なった鋸状のものである。パイルの高さはパイル・フロム・デキスターよりも一見して低い。
パーティ・パー・パイル (Party per pile)パイルの形状にフィールドを3分割したものである。ショーセという非常によく似た分割図形があり、古典的なイングランドの紋章学を取り扱う文献ではパー・パイルという分割図形そのものが認められておらず解説されていないこともよくある。なお、上下逆のものをパーティ・パー・パイル・リバースト (Party per pile reversed)、左に90度回転させたように見えるものをパーティ・パー・パイル・トレバース (Party per pile traverse) という。
パイリー (Pily)複数のパイルの形に分割したフィールドを指す。パイルの頂点をどこに集中させるか、あるいはどこにも集中させないかによって記述方法が大きく異なるため、パイリーだけではどのように作図すればよいか決められないという他の分割方法とは異なる特徴がある。同様の形状のパイルが並列に並び、その模様が垂直に向いている場合は、パイリー・ペイリー (Pily-paly) 又はペイリー・パイリーと呼び、ミドル・シニスターに集中させる場合は、パイリー・トレバース・イン・ポイント・トゥ・シニスター・フェス (Pily traverse in point to sinister fesse) などとその形状を具体的に記述しなければならない。

### 近似図形
フランス語では、底辺がフィールドの幅いっぱいに広がる三角形がチーフに達している図をシャーペ (chapé) と呼び、その上下逆の図をショーセ (chaussé) と呼ぶ。同様に、フィールドの左右から伸びる大きな三角形によるものをアンブラッセ (embrassé) と呼ぶ。更に、ベースからチーフに伸びるパイルで、フィールドの4分の1ほどしか高さのないものを matelé と呼び、パーティ・パー・シェブロンと非常によく似た図になるものもある。これらの図は、 フィールドの分割として捉えられることが多いようであるが、他の分割と異なり、分割に用いるティンクチャーを2色並べて記述せず、De gueules chapé d'argent. などのように、あたかもチャージのようにシャーペの名前の後にティンクチャーを書くこともある。しかも、シャーペの後にあるティンクチャーを中央の三角形ではなく、その両脇の領域に配色することになっている。そのため、幅の広いパイルの形状にフィールドが見えていると考え、シャーペは両脇の図形を指すチャージのようにも見える。このような特徴から、これらの図形に触れていながら、分割として紹介していない文献もある。
これらの図形はフランスをはじめとする大陸ヨーロッパの紋章に見られ、イングランドではごく稀にしか見られない。同じような図を英語で記述したいとき、これらの語をそのまま借用するか、パー・パイルに置き換えている。これはシャーペをパー・パイルと同一視することがあることを示しているが、シャーペとはそもそも三角形の両脇の図形を指す言葉でありパー・パイルは中央の楔を基準にしているため、これらは別の物であり、同一視はできないという説がある。また、同一視以前にパー・パイルというフィールドの分割方法は存在しないという説もあり、お互いに矛盾している部分があるため、紋章を記述する者がどのような立場をとるかによって左右されうる。なお、ショーセはシャーペの逆図形とされており、パイルとパイル・リバーストの関係とは反対の関係にある。

シャーペ Argent, chapé Gules. 又は Per pile Argent and Gules.
ショーセ Argent, chaussé Gules. 又は Per pile reversed Argent and Gules.
アンブラッセ Argent, embrassé sinister Gules. 又は Per pile traverse Argent and Gules.